# Lillträsket (naturreservat)
Lillträsket är ett naturreservat i Norsjö kommun i Västerbottens län.
Området är naturskyddat sedan 1997 och är 30 hektar stort. Reservatet ligger i en brant nordostsluttning av berget Råliden mot Lillträsket. Reservatet består av gammal högrest granskog med enstaka inslag av tall.